# Pristionchus
Pristionchus (лат.) — род круглых червей семейства Diplogastridae (или Neodiplogasteridae) из отряда Rhabditida (или Diplogasterida). Более 20 видов, включая нематоду Pristionchus pacificus, которая в качестве модельного организма используется в работах по эволюционной биологии развития для сравнения с Caenorhabditis elegans.

## Описание
Ассоциированы с жуками, в том числе с колорадским жуком и с пластинчатоусыми (Scarabaeidae), термитами, дождевыми червями. Нематода Pristionchus uniformis была завезена в Европу в XIX веке вместе с колорадским жуком.
Более половины исследованных видов пристонхусов, выделенных из колорадских жуков в Западной Европе, оказались гермафродитами. Вид Pristionchus pacificus стал важным модельным организмом для проведения молекулярно-генетических, популяционных и макроэволюционных исследований.
- Pristionchus aerivorus Cobb, 1916 — США, связаны с жуками
- Pristionchus americanus Herrmann, Mayer and Sommer, 2006 — США, связаны с жуками Polyphylla fullo (Scarabaeidae)[2]
- Pristionchus arcanus Kanzaki, Ragsdale, Herrmann, Mayer, and Sommer, 2012 — Япония, из термитов[2]
- Pristionchus bucculentus — Япония[6]
- Pristionchus elegans Kanzaki, Ragsdale, Herrmann and Sommer, 2012 — Япония[5]
- Pristionchus entomophagus (Steiner, 1929)
- Pristionchus exspectatus — Япония[7]
- Pristionchus fissidentatus Kanzaki, Ragsdale, Herrmann and Sommer, 2012 — Непал, Реюньон[5]
- Pristionchus japonicus Kanzaki, Ragsdale, Herrmann, Mayer, and Sommer, 2012 — Япония[2]
- Pristionchus marianneae Herrmann, Mayer and Sommer, 2006 — США, связаны с жуками Popilia japonica (Coleoptera: Scarabaeidae)[2]
- Pristionchus maxplancki[8][9][10][11]
- Pristionchus maupasi
- Pristionchus pacificus Sommer, Carta, Kim, and Sternberg, 1996[12][13]
- Pristionchus pauli Herrmann, Mayer and Sommer, 2006 — США, связаны с жуками Lichnanthe vulpina (Scarabaeidae)[2]
- Pristionchus pseudaerivorus Herrmann, Mayer and Sommer, 2006 — США, связаны с жуками Phyllophaga (Scarabaeidae)[2]
- Pristionchus uniformis Fedorko & Stanuszek, 1971 — Европа[14]
- Другие виды